# Gil Gomes (futebolista)
Nélson Gil de Almeida Gomes (Luanda, 2 de dezembro de 1972), conhecido como Gil ou também Gil Gomes, é um ex-futebolista português que jogou como atacante.

## Carreira de futebol
Mudou-se para Portugal ainda jovem, juntando-se ao sistema jovem do Benfica aos 14 anos. Ele se destacou no Campeonato Mundial Sub-20 de 1991 com a seleção sub-20, marcando um gol em cinco partidas, quando o torneio terminou em vitória;  no escalão mais alto, contudo, o seu contributo para a Liga Sagres consistia em 30 jogos ao longo de duas temporadas, não conseguindo encontrar a rede com Braga e Estrela da Amadora. Após passagem por clubes de França (Tours), Suíça (Yverdon-Sport e Wil), Estados Unidos (Philadelphia KiXX e Jacksonville Cyclones) e Itália (Avellino), encerrou sua carreira nas divisões amadoras do futebol inglês (Welwitchia, Hendon, Middlewich Town, Salford City, Hyde United e East Manchester) - embora tivesse uma rápida passagem pelo Sheffield Wednesday, então na Premier League, em 1998.

## Vida pessoal
O filho de Gil, Angel Gomes, nasceu na Inglaterra enquanto seu pai estava jogando lá, e representou o Manchester United e a Inglaterra no escalão jovem.

## Títulos
Portugal
- Campeonato da Europa de Sub-16 da UEFA : 1989
- Campeonato Mundial Sub-20 da FIFA : 1991